# Olympische Sommerspiele 2008/Teilnehmer (Ecuador)
| Gelbes Symbol für Goldmedaillen mit stilisierten Olympischen Ringen | Graues Symbol für Silbermedaillen mit stilisierten Olympischen Ringen | Braundes Symbol für Bronzemedaillen mit stilisierten Olympischen Ringen |
| ------------------------------------------------------------------- | --------------------------------------------------------------------- | ----------------------------------------------------------------------- |
| —                                                                   | 1                                                                     | —                                                                       |

Ecuador nahm 2008 zum zwölften Mal an den Olympischen Sommerspielen teil. Das Comité Olímpico Ecuatoriano nominierte 25 Athleten in 9 Sportarten. Ecuador gewann eine Silbermedaille durch Jefferson Pérez im 20-km-Gehen, der damit seine zweite olympische Medaille und die zweite Medaille in der olympischen Geschichte Ecuadors gewinnen konnte. Pérez hatte bei den Sommerspielen in Atlanta 1996 bereits die Goldmedaille in demselben Wettbewerb gewonnen.

## Medaillengewinner

### Silber
| Name            | Sportart       | Kategorie   |
| --------------- | -------------- | ----------- |
| Jefferson Pérez | Leichtathletik | 20 km Gehen |

## Boxen
- José Luis Meza
Klasse bis 48 kg
Achtelfinale (1. Runde Freilos): Niederlage gegen  Paddy Barnes (8:14)
- Carlos Góngora
Klasse bis 75 kg
1. Runde: Sieg gegen  Konstantin Buga (14:7)
Achtelfinale: Sieg gegen  Georgios Gazis (12:1)
Viertelfinale: Niederlage gegen  Vijender Kumar (4:7)
- Luis Porozo
Klasse bis 57 kg
1. Runde: Sieg gegen  Roberto Navarro (3:3, tiebreaker +)
Achtelfinale: Niederlage gegen  Li Yang (5:6)

## Gewichtheben
- Eduardo Guadamud
Männer, Klasse bis 94 kg
nicht platziert (Reißen: 165 kg, Stoßen: kein gültiger Versuch)
- Alexandra Escobar
Frauen, Klasse bis 58 kg
5. Platz, 223 kg (Reißen: 99 kg; Stoßen: 124 kg)

## Judo
- Roberto Ibáñez
Männer, Klasse bis 66 kg
1. Runde (Beste 32): Niederlage gegen  Sasha Mehmedovic
- Glenda Miranda
Frauen, Klasse bis 48 kg
1. Runde: Niederlage gegen  Yanet Bermoy
Trostrunde: Niederlage gegen  Ludmilla Bogdanowa
- Carmen Chalá
Frauen, Klasse über 78 kg
1. Runde (Beste 32): Niederlage gegen  Nihel Cheikh Rouhou

## Leichtathletik
| Disziplin       | Männer | Frauen                               |
| --------------- | --- | ------------------------------------ |
| 100 m           | Franklin Nazareno Vorlauf: 10,60 s (ausgeschieden, 52. Platz)                                                   |                                      |
| 200 m           | Franklin Nazareno Vorlauf: 21,26 s (ausgeschieden, 49. Platz)                                                   |                                      |
| 800 m           | Bayron Piedra nicht gestartet                                                                                   |                                      |
| 1500-Meter-Lauf | Bayron Piedra Vorlauf: 3:45,57 min (ausgeschieden, 42. Platz)                                                   |                                      |
| Marathon        | Franklin Tenorio 2:29:05 h (65. Platz)                                                                          | Sandra Ruales 2:35:53 h (43. Platz)  |
| 20 km Gehen     | Jefferson Pérez 1:19:15 h (2. Platz) Rolando Saquipay 1:22:32 h (20. Platz) Andrés Chocho 1:27:09 h (38. Platz) | Johana Ordóñez 1:36:26 h (36. Platz) |
| 50 km Gehen     | Fausto Quinde 3:59:28 h (25. Platz) Xavier Moreno 4:07:04 h (36. Platz)                                         |                                      |
| Weitsprung      | Hugo Chila 7,77 m (24. Platz)                                                                                   |                                      |

## Radsport
- Emilio Falla
Männer, BMX-Einzel
Viertelfinale, 1. Lauf: Platz 6 (nicht für das Halbfinale qualifiziert)

## Schießen
- Carmen Malo
Frauen, Sportpistole 25 m
40. Platz, 559 Punkte

## Schwimmen
- Yamilé Bahamonde
Frauen, 50 m Freistil
44. Platz (im Vorlauf ausgeschieden), 26,54 s
- Marco Camargo
Männer, 100 m Schmetterling
64. Platz (im Vorlauf ausgeschieden), 57,48 s

## Taekwondo
- Lorena Benítez
Frauen, über 67 kg
Achtelfinale: Niederlage gegen  Carmen Marton (0:2)

## Tennis
- Nicolás Lapentti
Männer, Einzel
1. Runde: Niederlage gegen  Paul-Henri Mathieu (6:7, 2:6)